# Greererpeton
 Greererpeton  ist eine Gattung der Colosteidae, einer Gruppe früher Landwirbeltiere (Tetrapoda), aus dem Mississippium (Unterkarbon) von Nordamerika. Die Gattung wurde 1969 von Alfred Romer beschrieben, einzige Art ist G. burkemorani. Greererpeton war ein Fleischfresser und lebte wie die meisten frühen Landwirbeltiere aquatisch.

## Merkmale
Der Körper des Tieres war stark verlängert, die Wirbelsäule in Rumpf bestand aus 40 Wirbeln, das sind ungefähr doppelt so viele Wirbelelemente wie gewöhnlich bei Labyrhinthodontiern. Der flache Schädel erreichte eine Länge von etwa 18 cm. Die Gliedmaßen waren kurz und der Schwanz war breit. Im Vergleich zu den Anthracosauriern lagen im Schädel die Orbitae (knöchernen Augenhöhlen) weiter vorne, der Schädel und der Unterkiefer waren flacher und eine Ohröffnung im Schädel war nicht vorhanden. Ein Seitenlinienorgan war vorhanden; dies spricht für einen aquatische Lebensweise des Tieres. Das längste gefundene Exemplar von Greererpeton war etwa 1,4 m lang.

## Systematik
Greererpeton zählt zur Familie Colosteidae einer Gruppe basaler Landwirbeltiere mit einer sekundär aquatischen Lebensweise. Innerhalb der Colosteidae sind neben Greererpeton noch die Gattungen Pholidogaster und Colosteus vertreten.

Kladogramm nach Benton (2007):
|                         | Pholidogaster |
|                         |               |
|                         | Colosteus     |
|                         |               |
|                         | Greererpeton  |
| Vorlage:Klade/Wartung/3 |               |

|  | Außengruppen der Reptiliomorpha, u. a. auch Lissamphibien |
|  |                                                           |
|  | Reptiliomorpha                                            |
|  |                                                           |

|                         | Pholidogaster |
|                         |               |
|                         | Colosteus     |
|                         |               |
|                         | Greererpeton  |
| Vorlage:Klade/Wartung/3 |               |

|  | Außengruppen der Reptiliomorpha, u. a. auch Lissamphibien |
|  |                                                           |
|  | Reptiliomorpha                                            |
|  |                                                           |

|                         | Pholidogaster |
|                         |               |
|                         | Colosteus     |
|                         |               |
|                         | Greererpeton  |
| Vorlage:Klade/Wartung/3 |               |

|  | Außengruppen der Reptiliomorpha, u. a. auch Lissamphibien |
|  |                                                           |
|  | Reptiliomorpha                                            |
|  |                                                           |

|                         | Pholidogaster |
|                         |               |
|                         | Colosteus     |
|                         |               |
|                         | Greererpeton  |
| Vorlage:Klade/Wartung/3 |               |

|  | Außengruppen der Reptiliomorpha, u. a. auch Lissamphibien |
|  |                                                           |
|  | Reptiliomorpha                                            |
|  |                                                           |